# Zijin Xiang
Zijin Xiang (kinesiska: 紫金, 紫金乡) är en socken i Kina. Den ligger i provinsen Yunnan, i den sydvästra delen av landet, omkring 270 kilometer väster om provinshuvudstaden Kunming. Antalet invånare är 13 202. Befolkningen består av 6 474 kvinnor och 6 728 män. Barn under 15 år utgör 21,0 %, vuxna 15-64 år 71 %, och äldre över 65 år 7,0 %.
Genomsnittlig årsnederbörd är 955 millimeter. Den regnigaste månaden är juli, med i genomsnitt 219 mm nederbörd, och den torraste är januari, med 10 mm nederbörd.